# Lance Stroll
Lance Stroll (Montreal, Quebec, Kanada, 29. listopada 1998.) je kanadski vozač Formule 1 za momčad Aston Martin Cognizant F1 Team. Godine 2014. osvojio je naslov u Talijanskoj Formuli 4, a 2015. osvojio je naslov u Toyota Racing Series prvenstvu. Naslov u Europskoj Formuli 3 osvojio je 2016. U Formuli 1 se natječe od 2017., a najbolji rezultat su mu tri 3. mjesta na Velikoj nagradi Azerbajdžana 2017. u Williamsu, te 2020. na Velikoj nagradi Italije i Velikoj nagradi Sakhira u Racing Pointu.

## Početak utrkivanja
Lanceov otac Lawrence, uspješan poslovan čovjek, prenio je Lanceu svoju strast i ljubav prema automobilima i utrkivanju, te mu kupio karting i time započeo njegovu trkaću karijeru. 
Nakon nekoliko godina kartinga, gdje je osvojio sedam naslova u različitim karting kategorijama, Lance 2014. u dobi od 16 godina prelazi u utrke jednosjeda i postaje član Ferrarijeve vozačke akademije. Iste godine osvojio je naslov u talijanskoj Formuli 4. vozeći za Prema Powerteam. Sljedeće sezone nastupa u FIA Formuli 3 Euro Series gdje završava peti u poretku s jednom pobjedom, također za Prema Powerteam. Iste godine natječe se i postaje prvak u Toyota Racing seriji, a 2016. prvak u europskoj Formuli 3. Nakon osvajanja naslova Stroll je postao i razvojni vozač Williamsove F1 momčadi.

## Formula 1

### Williams (2017. − 2018.)

#### 2017.
U Formuli 1 debitirao je 2017. za Williams. Iako mu je momčadski kolega trebao biti Finac Valtteri Bottas, njegov prelazak u Mercedes, potaknuo je Brazilca Felipea Massu da se vrati iz mirovine i bude mentor mladom Kanađaninu.

## Rezultati
| Sezona                     | Prvenstvo                        | Momčad                                | Šasija                       | Motor                      | Utrke | Pobjede | Podiji | Bodovi | Plasman |
| -------------------------- | -------------------------------- | ------------------------------------- | ---------------------------- | -------------------------- | ----- | ------- | ------ | ------ | ------- |
| 2014.                      | Florida Winter Series            | Ferrari Driver Academy                | Tatuus FA10B                 | FPT                        | 12    | 0       | 2      | 0      | -       |
| 2014.                      | Talijanska Formula 4             | Prema Powerteam                       | Tatuus F4-T014               | Fiat Abarth 414TF          | 18    | 7       | 13     | 331    | 1.      |
| 2015.                      | FIA Europska Formula 3           | Prema Powerteam                       | Dallara F316                 | Mercedes                   | 32    | 1       | 6      | 231    | 5.      |
| 2015.                      | Toyota Racing Series             | M2 Competition                        | Tatuus FT-50                 | Toyota 2ZZ-GE              | 16    | 4       | 10     | 906    | 1.      |
| 2016.                      |                                  |                                       |                              |                            |       |         |        |        |         |
| FIA Europska Formula 3     | Prema Powerteam                  | Dallara F316                          | Mercedes                     | 30                         | 14    | 20      | 507    | 1.     |         |
| IMSA WeatherTech SportsCar | Ford Chip Ganassi Racing         | Ford EcoBoost Riley DP                | Ford EcoBoost 3.5 L V6 Turbo | 1                          | 0     | 0       | 27     | 27.    |         |
| 2017.                      | FIA Svjetsko prvenstvo Formule 1 | Williams Martini Racing               | Williams FW40                | Mercedes M08 EQ Power+     | 20    | 0       | 1      | 40     | 12.     |
| 2018.                      | FIA Svjetsko prvenstvo Formule 1 | Williams Martini Racing               | Williams FW41                | Mercedes M09 EQ Power+     | 21    | 0       | 0      | 6      | 18.     |
| 2018.                      | IMSA WeatherTech SportsCar       | Jackie Chan DCR JOTA                  | Oreca 07                     | Gibson 4.2                 | 1     | 0       | 0      | 20     | 55.     |
| 2019.                      | FIA Svjetsko prvenstvo Formule 1 | SportPesa Racing Point F1 Team        | Racing Point RP19            | BWT Mercedes M10 EQ Power+ | 21    | 0       | 0      | 15     | 15.     |
| 2020.                      | FIA Svjetsko prvenstvo Formule 1 | BWT Racing Point F1 Team              | Racing Point MCL35           | BWT Mercedes M11 EQ Power+ | 17    | 0       | 2      | 75     | 11.     |
| 2021.                      | FIA Svjetsko prvenstvo Formule 1 | Aston Martin Cognizant F1 Team        | Aston Martin AMR21           | Mercedes M12 E Performance | 22    | 0       | 0      | 34     | 13.     |
| 2022.                      | FIA Svjetsko prvenstvo Formule 1 | Aston Martin Aramco Cognizant F1 Team | Aston Martin AMR22           | Mercedes M13 E Performance |       |         |        |        |         |

## Vanjske poveznice
- Lance Stroll na driverdb.com
- Lance Stroll - službena stranica